# Железники
Железники (словен. Železniki) — поселення в общині Железники, Горенський регіон, Словенія. Висота над рівнем моря: 450 м.